# Andreas Thöny
Andreas Thöny (* 20. Februar 1968 in Grüsch) ist ein Schweizer Lehrer, Politiker und war vom 1. Januar 2013 bis 30. Juni 2020 Kirchenratspräsident der Evangelisch-reformierten Landeskirche Graubünden.

## Leben
Thöny besuchte von 1983 bis 1988 das Lehrerseminar Schiers und erwarb das Bündner Lehrerpatent. Er unterrichtet seit 1992 an der Primarschule Landquart.
Seit 2003 wirkt er auch als Praxislehrperson an der Pädagogischen Hochschule Graubünden. 
Thöny ist Verwaltungsrat der Rhätischen Bahn. 
Politisch engagierte er sich vor dem Amtsantritt als Kirchenratspräsident in der Sozialdemokratischen Partei (SP), so im Gemeindevorstand Igis-Landquart und als Fraktionsvorsitzender der SP im Grossen Rat in Chur.
Thöny ist verheiratet und hat drei Kinder. Er lebt in Landquart.